# Abelitzmoor I
Abelitzmoor I ist eine kleine Moorkolonie am Nordrand der Stadt Aurich in Ostfriesland. Der Ort zählt zum Stadtteil Tannenhausen. Benannt ist die Siedlung nach dem Flüsschen Abelitz.
Abelitzmoor I liegt am Übergang von der Geest zum Hochmoor, das den Nordwesten und den Nordrand Aurichs bedeckte, dem Tannenhausener und Meerhusener Moor. Die Kolonie wurde 1906 vom preußischen Staat gegründet, um das riesige Hochmoor nördlich und westlich von Tannenhausen zu kultivieren. Die Arbeiten wurden anfangs von Strafgefangenen verrichtet, die in Baracken untergebracht waren. Sie lieferten den Torf per Feldbahn nach Moordorf und brachten von dort Kunstdünger zurück, um die abgetorften Flächen zu düngen. Außer den Baracken entstanden in Abelitzmoor I fünf Bauernhöfe sowie eine Schmiede und eine Tischlerei.
Pläne, das große Moorgebiet nordwestlich von Aurich zu kultivieren, bestanden bereits seit den 1870er-Jahren. Seinerzeit war mit dem Bau des Abelitz-Moordorf-Kanals begonnen worden, der zur Entwässerung der Moorgebiete dienen sollte. Letztlich sollte der Kanal sogar bis an die Küste bei Bensersiel verlängert werden und dadurch zugleich auch die Moorgebiete südwestlich von Esens erschließen, dazu ist es jedoch nie gekommen.
1935 entstand auf dem Gelände der Moorverwaltung ein Lager des Reichsarbeitsdienstes. Auch die dort arbeitenden jungen Männer wurden bei der Moorkultivierung eingesetzt. Die Einwohner von Abelitzmoor I und dem Forsthaus Meerhusen, bis dahin im gemeindefreien Gebiet gelegen, zählten ab 1939 zur Gemeinde Tannenhausen, wodurch sich deren Bevölkerungszahl von 631 auf 941
erhöhte. Nach der Auflösung des Arbeitsdienstlagers wurden ab 1942 überwiegend zwangsverpflichtete Frauen aus der Ukraine untergebracht. Sie mussten bei Bauern in der Umgebung arbeiten.
Die Nachbarkolonie Abelitzmoor II liegt wenige Kilometer südwestlich von Abelitzmoor I.